# Escut de Kiribati
L'escut de Kiribati fou proposat l'1 de maig del 1937 a l'aleshores colònia britànica de les Illes Gilbert i Ellice i va esdevenir l'escut de la nova República de Kiribati el 1979, arran de la independència de l'arxipèlag.
És un escut de gules amb un sol d'or ixent d'un peu ondat d'argent i atzur, sobremuntat per una fregata volant d'or.
Sota l'escut, una cinta d'or porta el lema nacional en gilbertès escrit en lletres majúscules de sable: TE MAURI TE RAOI AO TE TABOMOA ('Salut, pau i prosperitat'). Aquest és l'únic canvi que va experimentar l'antic escut colonial, ja que l'anterior duia un lema escrit en gilbertès i tuvalià: MAAKA TE ATUA, KARINEA TE UEA. MATAKU I TE ATUA, FAKAMAMALU KI TE TUPU ('Tem Déu i honora el Rei').
Els tres grups d'ones del peu, que simbolitza l'oceà Pacífic, representen els tres arxipèlags principals que formen aquest estat insular: les illes Gilbert, les Fènix i les illes de la Línia. Els disset raigs del sol al·ludeixen als setze atols de les illes Gilbert i a l'illa de Banaba, antigament anomenada Ocean.